# Messier 24
Messier 24 (M24 ili NGC 6603), također Delle Caustiche, je veliki zvjezdani oblak u zviježđu Strijelca. Prvi ga je zabilježio Charles Messier i unio ga u svoj katalog 1764. godine. M24 nije "pravi" objekt nego samo dio svjetliji Mliječne Staze. M24 u sebi sadrži otvoreni skup NGC 6603.

## Svojstva
Messier 24 nalazi se u ravnini Mliječne Staze koji je bogat prašinom i plinom. Prašina i plin blokiraju svjetlost zvijezda iza sebe i onemogućavaju naš pogled u dubinu galaksije. M24 je zapravo prozor u dubinu naše galaksije, dio Mliječne Staze koji nije zaklonjen prašinom i plinom. 
Udaljenost M24 je procijenjena na 10,000 do 16,000 ly, a dimenzije na oko 260 ly. Po građi sličan je zvjezdanom oblaku NGC 206 u galaksiji Andromeda.
Messier 24 sastoji se od više objekata. NGC 6603 je najznačajniji od njih. Skup je taman s prividnim sjajem od + 11 magnituda. Ostali otvoreni skupovi su Collinder 469 i Markarian 38. Barnard je otkrio dvije tamne maglice, B92 i B93 u južnom dijelu M24. Na priloženoj fotografiji te tamne maglice se mogu vidjeti kao crni oblaci na dnu fotografije.

## Amaterska promatranja
Messier 24 moguće je vidjeti golim okom u tamnijim noćima kao sjajan oblak u Mliječnoj Stazi. Pogled dvogledom je impresivan jer su zvijezde veoma gusto smještene i u jednom vidnom polju se može naći preko 1,000 zvijezda. Za promatranje se još preporučaju manji teleskopi zbog malog povećanja i velikih vidnih polja. Vlasnici većih teleskopa mogu pokušati pronaći NGC 6603 ili jednu od tamnih maglica.